# ヤークトティーガー
ヤークトティーガー（ドイツ語: Jagdtiger）は、第二次世界大戦後期に開発され、実戦に投入されたドイツの重駆逐戦車である。重戦車ティーガーII の車台を延長して砲塔を撤去し、戦闘室を構築して12.8cm砲を搭載した。制式番号はSd.Kfz.186である。

## 開発
1943年初期、前線から「3,000メートルの距離で敵戦車を撃破可能な自走砲」を要望する声に応え、「12.8cm砲付き重突撃砲」の名で開発が始められた。開発はティーガーII とほぼ並行に進められ、同年12月から量産予定だったが、製造工場のニーベルンゲン・ヴェルケ（製作所）がIV号戦車生産に追われていたため、量産開始は翌年2月からとなった。生産開始に伴い、正式に「ヤークトティーガー」と命名された。1945年1月までに150輌生産予定だったが不可能とされ、1945年に入ってからの生産計画で100輌生産後にティーガーIIに生産切り替え、5月以降は（装甲戦闘車両の生産経験の無い）ユング社が生産を引き継ぐ予定であった。
工場側の記録では、1944年7月から1945年4月までの生産数は82輌に留まった。48輌のみ完成とする説もあるほか、逆に部隊配備のための輸送記録では100輌を越え、生産中に工場が爆撃されたこともあり、実際の生産数は不明確である。
主砲は超重戦車マウスに搭載予定の巨大な128mm砲（12.8 cm PaK 44 L/55）を搭載、射角は左右各10°ずつ、俯仰角は-7 - +15°の範囲で可動する。砲弾が28kgもの重さだったので砲弾と薬莢が分離式の装填方法がとられ、装填手は2名搭乗していた。他に、128mm砲の生産が遅れぎみであったため、代わりに71口径88mm砲（8.8cm PaK43/3 L/71）搭載型が計画されたが、2両のみの生産で終わった。主砲は移動時から戦闘態勢に入るまで、車外のトラベリング・クランプの解除に時間がかかる欠点があった。128mm PaK44は大戦中最強の対戦車砲であり、連合軍のいかなる戦車も撃破可能で、建物反対側に隠れたM4中戦車を撃破した記録もある。
前面最大250mmの分厚い装甲と、55口径128mm戦車砲という強力な攻撃力を兼ね備えていたが機動性は劣悪で、1日に移動できる距離が30 - 40kmあればいい方であり、2日で90km移動したことが「大記録」とされるほどであった。長距離移動を列車で行う場合、スカートを外し幅の狭い履帯を装着して貨車の幅に合わせるようになっていたが、現実には列車の手配が間に合わず自走することが多かった。
高い防御力の対価である大重量は、敵に撃破される前に、重量によるエンジンや変速器、ブレーキ故障の頻発や燃料消費が多いといった事態を引き起こした。また、行動不能になった場合の牽引も通常の牽引車では力不足で、戦闘による被撃破より、燃料切れや故障、軽度の損傷により放棄され、自爆処分された車輌の方が多かった。生産数が少なく戦局に大きな影響を与えることはなかったが、正面からヤークトティーガーを撃破できる連合軍の火砲は存在しなかった。

## 名称の推移
ヤークトティーガーは愛称ではなく制式名称である。
1943年2月から本車は開発が検討された。開発当初から「12.8cm砲付き重突撃砲」、「ティーガーHシャシーの12.8cm戦車駆逐車」等と呼称の揺れが見られる。「VI号戦車駆逐車」（Pz.Jg.VI、パンツァーイェーガーVI）という呼び方は、1944年3月4日に機甲兵総監部が作成した書類の1つに記されている。
1944年2月27日に作成された陸軍参謀本部部長の書類では、ティーガーの車体を用いた重戦車駆逐車が「ヤークトティーガー」の暗号名で呼称されることを示している。1944年3月4日の機甲兵総監部文書ではヤークトティーガー（ティーガーIIシャシーの55口径12.8cm対戦車砲44）との呼称が記載された。しかし、それ以後も各部局の書類上ではヤークトティーガーもしくはティーガーII戦車駆逐車など、さまざまな記載がなされている。
1944年9月11日、陸軍参謀本部部長作成の書類では、部隊における名称がヤークトティーガー、書類記載上の名称はヤークトティーガー型であることが記載された。しかし、最終段階にあっても記載される名称は揺れており、1944年11月28日の告知書では戦車駆逐車ティーガー、1945年2月25日の機甲兵総監部文書ではヤークトティーガー（ポルシェ式走行装置）という名称が見られる。
なお、田宮模型（タミヤ）が過去、『ハンティングタイガー』という商品名でプラモデルを販売していた時期があるが、これは「Jagd（狩猟）tiger」の英語への直訳から来るもの。現在、ボービントン戦車博物館のサイトでも、所蔵するヤークトティーガーの名称の訳語として「Hunting Tiger」の語をあてている。

## 部隊編成
最初のヤークトティーガーは1944年6月ミーラウの機甲猟兵教導師団へ配備された。その後の量産車は、エレファントから装備転換された第653重戦車駆逐大隊と、1945年2月6日に編成命令が出された第512重戦車駆逐大隊の2個重戦車駆逐大隊のみに配備された。
第653重戦車駆逐大隊はアルデンヌの戦いを援護するノルトヴィント作戦に投入されることになっていたが、連合軍の低空からの襲撃で夜間にのみ移動が可能であり、さらに長距離の移動は列車に頼らねばならず、その確保が遅れたり、移動途中で次々に故障するなどのトラブルにより、結局参加できたのはわずか3輌であった。
一方、第512重戦車駆逐大隊はリンツのニーベルゲン工場から送られた20輌を受領して第1中隊・第2中隊にそれぞれ10両ずつ配備し、補佐する突撃砲や対空自走砲小隊を付けた2個戦闘大隊を編成した。射撃訓練はデーレルスハイムで行われ、ルーデンドルフ橋（通称レマーゲン鉄橋）を渡ったアメリカ軍が築いた橋頭堡への攻撃に参加するが、ヤークトティーガーは少数ずつ到着次第順番に投入されてしまい、攻撃は失敗に終わった。アルバート・エルンスト中尉率いる第1中隊は残った6輌のヤークトティーガーで、撤収の援護を行う殿として活躍した。この功績でエルンストは大尉に昇進している。ジーゲン地区に後退した後、エルグステ地区に進出。エルンストの第1中隊は残余4両のヤークトティーガーに突撃砲4両、Ⅳ号戦車1両、4連装自走対空砲4両の小規模な戦闘団を編成、イーザーローンの街でアメリカ軍戦車24両を撃破するなど悩ませた末、アメリカ第1軍にルール包囲網の中では唯一堂々と降伏し、武装解除された。

## 戦闘記録
ティーガー戦車を駆ってソ連戦車150輌以上を撃破したドイツ国防軍戦車エース、オットー・カリウス少尉の著した『ティーガー戦車隊』(英語版題名：Tigers In The Mud) には、レマーゲンの戦いにおいて、彼が率いた上記の第512重戦車駆逐大隊（Schwere Panzerjäger-Abteilung 512.）第2中隊に所属する10輌のヤークトティーガーの戦いが記録されている。
カリウスは1945年からは第512重戦車駆逐大隊第2中隊の中隊長としてヤークトティーガー10輌を指揮することとなった。ヤークトティーガーは全重72トンもの重駆逐戦車だが旋回砲塔を持たないため、照準を合わせるには巨大な車体を方向転換させる必要があった。このため、操向変速機、転輪、履帯に過大な負担がかかるという無理のある設計であった。
また、8メートルもの長砲身はわずかな距離でもトラベリングクランプによる砲身固定をせずに走行すると、振動で砲身が揺動し、砲架のギアが摩耗して狂いによる照準誤差が発生したり、砲が使えなくなることも多かった。トラベリングクランプは車体正面の傾斜した前面に設けられており、解除するには乗員が車外に出る必要があった。しかも砲身の解除が必要になるのは戦闘中であることが多かったため、しばしば乗員を危険にさらすこととなった。それまで旋回砲塔のある戦車の指揮官であったカリウスは、全周方向に即応できないヤークトティーガーに非常に苦労させられた。
さらにこれらの技術的問題に加え、1945年のドイツ軍では練度の低下が問題となった。10輌のヤークトティーガーの車長のうち、東部戦線での従軍経験のある指揮官は3人程度で、残る7割は実戦経験が無かった。一例として、うまく偽装されていた2輌のヤークトティーガーの指揮官2人は、約1.5kmという迎撃に最適な距離でアメリカ軍戦車の縦隊を発見したにもかかわらず、存在しないアメリカ軍戦闘爆撃機からの攻撃を恐れて交戦しなかったうえ、現場を放棄して撤退する始末であった。その結果、過重なヤークトティーガーは走行による負荷で2輌とも故障し、うち1輌は自爆処分された。
同様の事態が再び起こることを恐れたカリウスは、部隊を指揮してジーゲン (Siegen) 谷の奥の高所から待ち伏せを行った。しかし、今度は味方であるはずのドイツ市民が谷に侵攻したアメリカ軍へ待ち伏せを通報し、カリウスの攻撃は失敗した。
ヴァイデナウではアメリカ軍戦車と遭遇戦となった。このときアメリカ軍のM4中戦車は直ちに家屋の裏に隠れたが、ヤークトティーガーの128mm砲は家屋を貫通してそれを撃破することに成功している。その直後、アメリカ軍機に発見されて爆撃されたが、損害は無かった。ただしその夜、後退時に爆弾のクレーターに落ちた1輌が破損した。もう1輌は、ヤークトティーガーを見たことの無いドイツの国民突撃隊が誤射したパンツァーファウストにより撃破された。
ウンナを出発してイーザーローンへ向かった時、距離600メートルでアメリカ軍戦車5輌を発見し、カリウスはヤークトティーガー1輌を迎撃に送り出したが、経験の無い車長は迎撃を行えなかった。地形は坂道であったが、敵に発見される前にこれを登りきり、照準可能なよう砲の俯角をとれる場所まで下ることをしなかったため、直ちに射撃できなかったのである。その間、アメリカ軍戦車5輌中2輌は逃走し、残り3輌との砲撃戦が展開された。アメリカ軍の砲撃はいずれもぶ厚いヤークトティーガーの前面装甲を撃ち抜けなかったが、ヤークトティーガーの方も1発も反撃できなかった。この際、前面装甲を敵に向けたまま後退すべきであったが、旋回して側面をさらしたヤークトティーガーは撃破され、6人の乗員全員が戦死した。この戦闘に関してカリウスは「一番良い兵器でも、訓練された兵が扱わねば何の役にも立たない」と記録している。カリウスは、最終的には残存したヤークトティーガーの砲の破壊を命じ、アメリカ軍に投降した。
以上、第512大隊第2中隊のヤークトティーガー10輌の戦果はアメリカ軍戦車1輌撃破のみで、ヤークトティーガー側は1輌が被撃破、1輌は味方の誤射で撃破され、残る8輌は戦わずして故障による放棄や自爆処分という結果に終わった。

## 2種類の車台

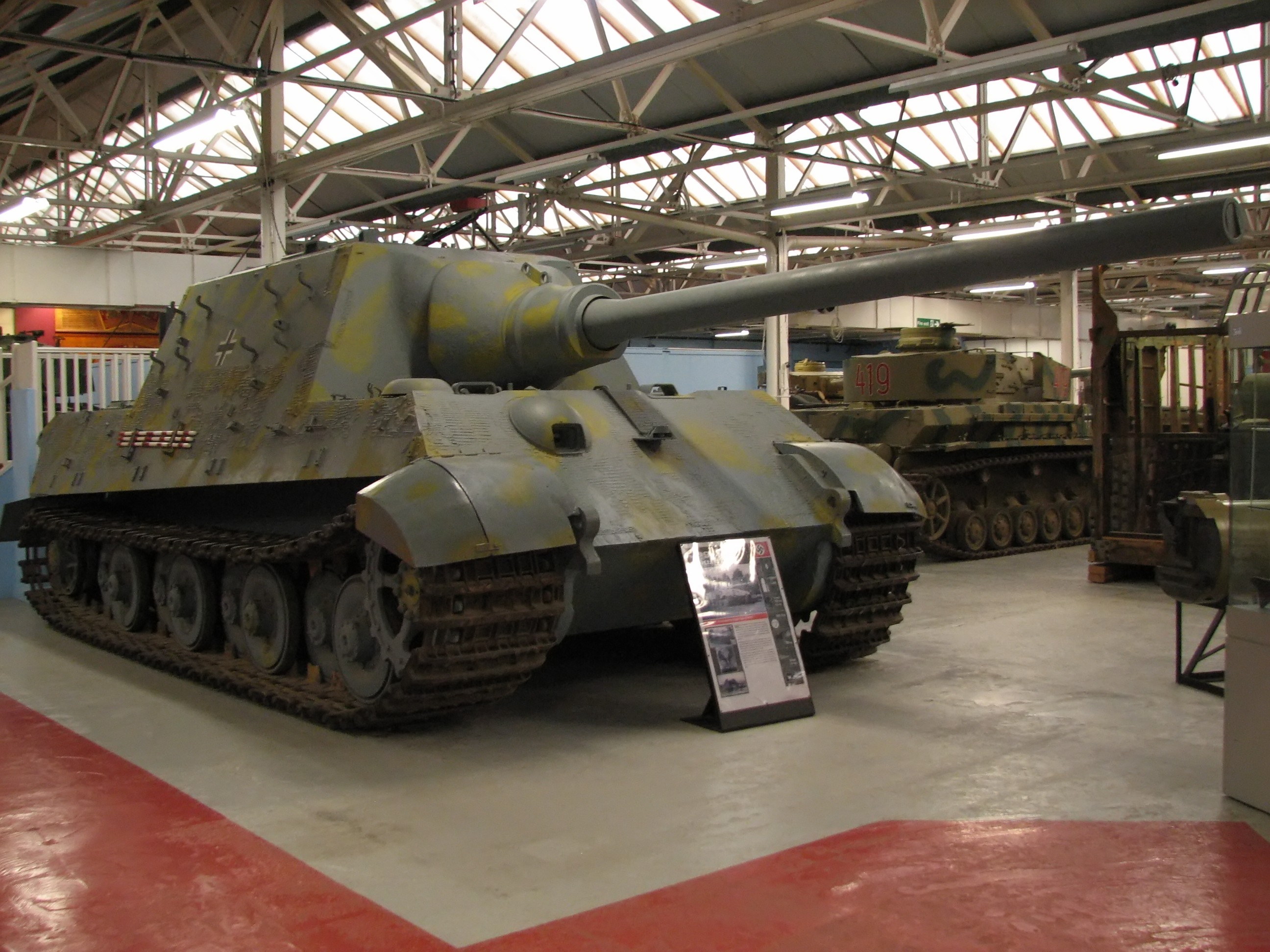
ポルシェ型の足回りをもつヤークトティーガー（ボービントン戦車博物館）

車台はティーガーII の物を基本に、128mm砲を搭載する関係で約26cm延長し、転輪の配置の間隔も変更された物を使用しているが、走行装置は2種類存在する。
1つは生産初期につくられたポルシェ型で、ポルシェ社がエレファント駆逐戦車などで採用した外装式縦置きトーションバー・サスペンションを使用したものである。外観上、ポルシェ型では転輪が8枚見える（これは見えた通り8枚であり、ティーガーIやパンターは8組16枚または24枚であるので同一配置ではない）。
もう1つは内装式トーションバー・サスペンションを使用したヘンシェル社製の走行装置であり、ヘンシェル型ではティーガーIIと同じく転輪が片側9組18枚である。
ポルシェ型は生産コストと製造時間の短縮、整備性、重量軽減に優れるという触れ込みで初期の車台に用いられたが、兵器局の走行装置試験で履帯が上下に脈動する問題が発生している。これは時速15km/hに達するまで乗員に不快な振動を感じさせるもので、生産第3号車にエレファント用の履帯を装着してみたが問題は解決せず、結局10輌（シャーシNo.305001 - 305011。305002はヘンシェル型）のみの生産に終わり、このうち5輌が第653重戦車駆逐大隊に実戦配備されるに留まった。

## 生産中の設計変更
ヤークトティーガーの生産中の設計変更のうち、もっとも大きなものが前項の車台変更（ポルシェ式サスペンションからヘンシェル式サスペンションへの変更）であるが、この他にも生産時期により細部の設計変更が随時行われている。ここに示したものは博物館の保管車両や写真等から判別可能な車体外装部の変更がほとんどで、車体内部機構の変更も行われていた可能性ももちろんあるが、詳細は不明である。

### 1944年7月-9月
- ポルシェ式サスペンションの車体（1号車、3-11号車）を使用[4]。
- 起動輪は18枚歯、履帯はGg24/800/300[4]。
- 誘導輪はティーガーIIのものとは異なる専用設計のものを使用[4]。
- 4号車までは車体後部排気管にカバーを装備[4]。
- 主砲のトラベリングクランプ（輸送時の固定装置）は8月頃から装備[4]。
- 生産10号車までは車体にツィンメリット・コーティングが施されている[4]。ポルシェ式サスペンションを装備した最後の車両（11号車）からツィンメリット・コーティングを廃止[4]。

### 1944年9月以降
- ヘンシェル式サスペンションの車台に変更[4]。
- 起動輪は9枚歯、履帯はGg24/600/300。誘導輪はティーガーIIと同じ物に変更[4]。
- 車体後部エンジンデッキの点検ハッチ上に対空用の機関銃架を装備[4]。

### 1944年11月以降
- 車体後面パネルに搭載されていたジャッキおよびジャッキ台を廃止[4]。
- 主砲トラベリングクランプの接合部の構造強化[4]。

### 1944年12月以降
- エンジンデッキ後部通風孔に装甲カバーを装着[4]。
- 戦闘室後面のハッチ上に取っ手を追加[4]。
- 戦闘室側面の予備履帯ラックを増設（片側4箇所から片側6箇所）[4]。
- 車体側面サイドフェンダー取り付け台座を増設（最前部、および5枚目の中央部）[4]。
- 操縦手ハッチ、無線手用ハッチの取っ手を2個ずつに増設[4]。
- エンジンデッキ吊り下げフック 左右4個ずつに増設[4]。
- 燃料タンク通気パイプ 4箇所に増設[4]。
- エンジングリル部に履帯交換用ワイヤー固定金具を装備[4]。
- エンジン点検ハッチ上の対空用機関銃架をハッチ外の後方に移動[4]。
- エンジン点検ハッチを開いた状態で固定するストッパーを追加[4]。
- 主砲防盾（ザウコップ）形状の切削加工工程削減（前面部分はスリーブ状の部分が無くなり単純な平板状に変更、接合部の切削加工を省略）[4]。

### 1945年2月以降
- 戦闘室上面に簡易クレーン搭載用の台座（ピルツ）を追加装備[4]。
- 回転式ペリスコープカバーの形状変更[5]。
- 車体後面に大型牽引装置を装備[4]。標準的な改修かは不明[5]。
- フロントフェンダーの接続部がリブ付きのものに変更[4]。標準的な改修かは不明[5]。
- 一部の車両は鉄道輸送用の狭軌履帯を装着した状態で工場出荷された。

### その他の派生型
1945年4月以降、一部の車両（1両から4両程度とされる）がヤークトパンターと同じ71口径88mm戦車砲PaK43を搭載した状態で製造された。このタイプにはSd.Kfz.185の特殊車輌番号が付けられたとされるが、実戦投入されたかは不明である。

## 現存する車両
車台番号 305004、ボービントン戦車博物館
終戦時にドイツ国内のハウシュテンベック実験場でイギリス軍により接収された車両で、ポルシェ式サスペンションと18枚歯の起動輪、排気管カバーを持ちツィンメリットコーティングの施された初期の生産車である。
車台番号 305020、アメリカ陸軍兵器博物館 (アバディーン戦車博物館)
1945年3月にドイツ西部のラインラント＝プファルツ州、ノイシュタット・アン・デア・ヴァインシュトラーセにおいてアメリカ軍第10機甲師団と交戦し鹵獲された車両で第653重戦車駆逐大隊所属の331号車(第3中隊、第3小隊の1号車)であった。本車は1944年10月の生産車で、ヘンシェル式サスペンションと9枚歯の起動輪を持つ。
車台番号 305083、クビンカ戦車博物館
1945年5月にオーストリア西部でソ連軍に鹵獲された第653重戦車駆逐大隊の所属車両で、1945年4月に生産された後期型に相当する。片側6箇所の予備履帯装着ラック、簡易クレーン用台座（ピルツ）、大型牽引装置、リブ付きのフロントフェンダーといった装備を持つほか、サイドフェンダーが装備された状態で展示されている。

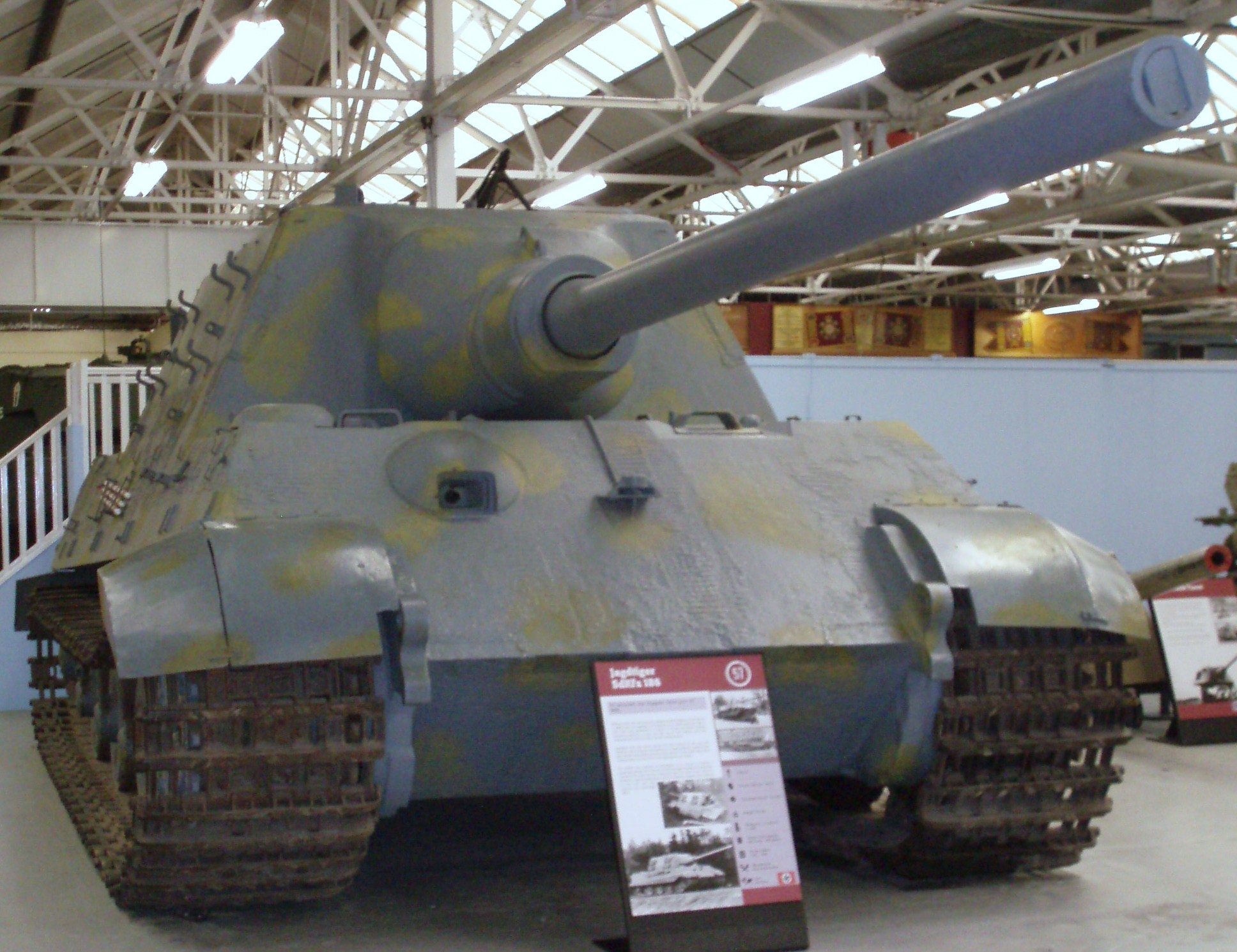
ボービントン戦車博物館の展示車両。
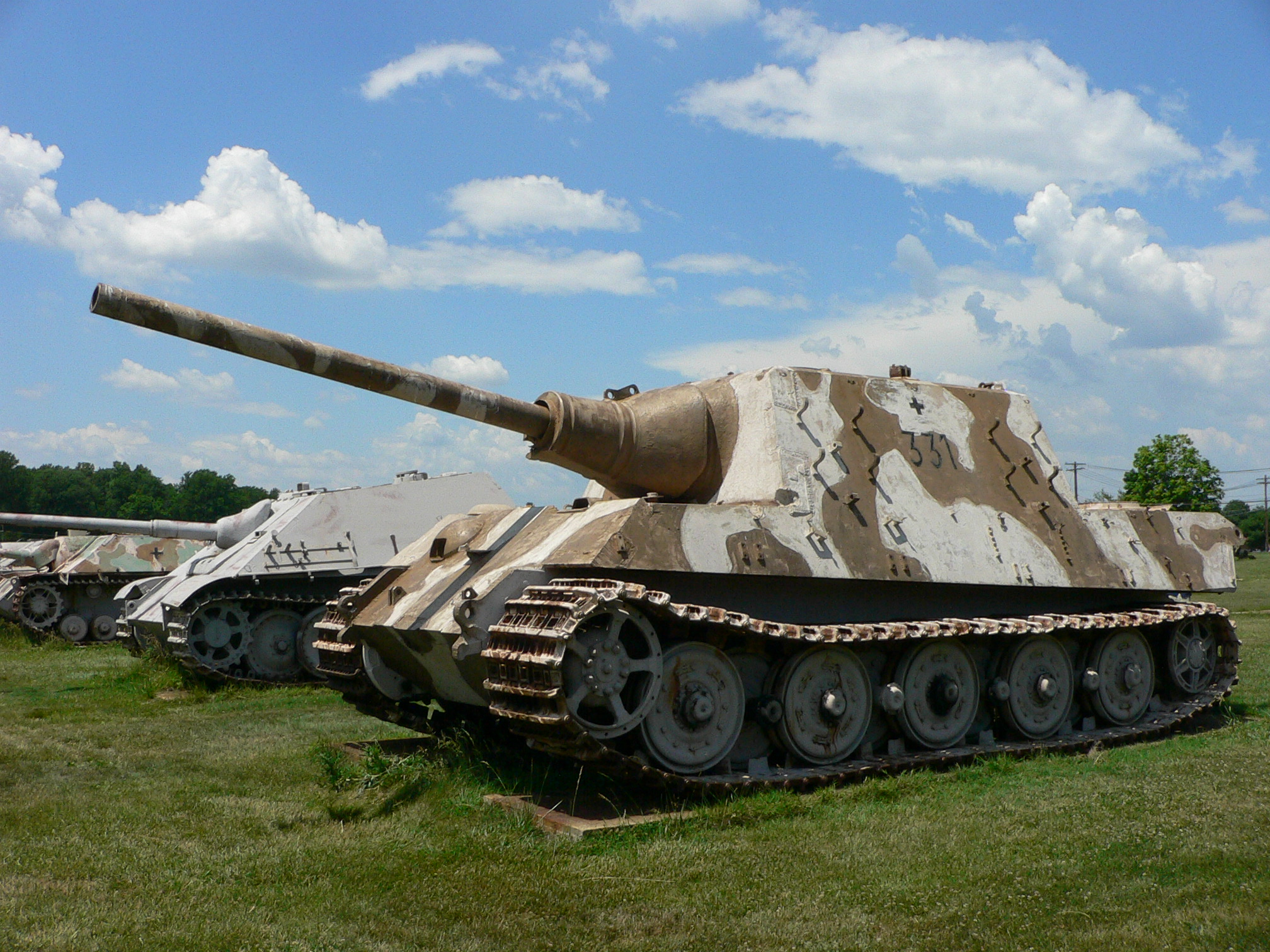
アメリカ陸軍兵器博物館の展示車両。
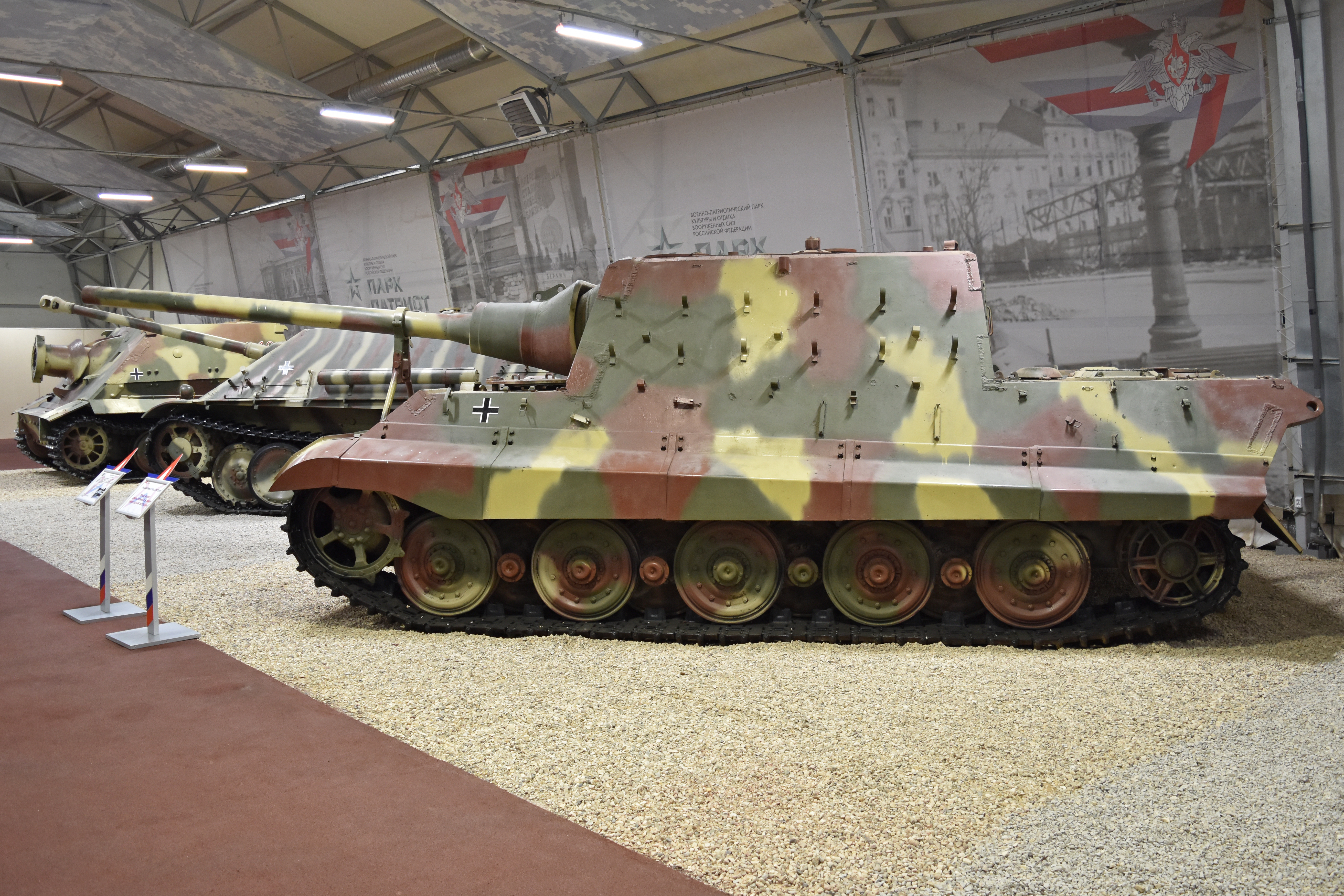
クビンカ戦車博物館の展示車両。